# Johan Sandberg (1834–1905)
Johan Anders Sandberg, född 16 november 1834 i Madesjö församling, Kalmar län, död där 31 mars 1905, var en svensk skolman och riksdagsman. Han var son till prästen och riksdagsmannen Anders Sandberg.
Sandberg blev student vid Lunds universitet 1850 och filosofie doktor vid Uppsala universitet 1857, rektor vid Oskarshamns lägre allmänna läroverk 1869–1904, företrädde som ledamot av första kammaren 1884–1901 likartade tendenser som sin far; han var starkt konservativ och protektionist samt starkt utpräglad sparsamhetsivrare.